# Erhardt Hentschel
Erhardt Hentschel (* 8. November 1920; † 12. Mai 2003 in Schwerin) war ein deutscher Polizeioffizier. Er war Generalmajor und langjähriger Chef der Bezirksbehörde der Deutschen Volkspolizei (BDVP) Schwerin.

## Leben
Hentschel erlernte den Beruf eines Steinsetzers. Als Soldat der Wehrmacht geriet er in sowjetische Kriegsgefangenschaft und besuchte gemeinsam mit dem späteren Generalmajor des Strafvollzugs Hans Tunnat die Antifa-Schule Nr. 2041 in Talitza.
1946 wurde er Mitglied der FDJ und der SED sowie Angehöriger der DVP. Er leistete Dienst in den VP-Revieren in Crimmitschau, Neustadt und Bischofswerda, ging dann als Offizier in die BDVP Halle und Magdeburg. Ab 1952 war er Mitarbeiter bzw. Leiter des Sektors DVP der Abteilung Sicherheit im Zentralkomitee der SED. Am 30. August 1955 beschloss das Politbüro des ZK der SED, Erhardt Hentschel und Anton Switalla zu Chefinspekteuren der VP zu ernennen. Von September 1955 bis 1962 war er Stellvertreter des Chefs der DVP für Politarbeit im Ministerium des Innern der DDR in Berlin (Nachfolger von Herbert Grünstein). Im Juli 1957 wurde er zum Generalmajor umattestiert. Hentschel wurde als Politchef abgelöst, zum Oberstleutnant degradiert und als 1. Stellvertreter des Chefs der BDVP nach Schwerin versetzt. Als Nachfolger von Erwin Rudnick war er von 1965 bis 21. Januar 1986 Chef der BDVP Schwerin. Zunächst wieder im Rang eines Obersten der VP, wurde er am 26. Juni 1975 vom Vorsitzenden des Nationalen Verteidigungsrates der DDR, Erich Honecker, erneut zum Generalmajor ernannt. Gleichzeitig war er bis 1986 Mitglied der SED-Bezirksleitung und des Bezirkstages Schwerin. Im Januar 1986 wurde er in die Rente verabschiedet und lebte in Schwerin. Von Februar 1986 bis 1989 war er Mitglied der SED-Bezirksparteikontrollkommission Schwerin. Hentschel starb im Alter von 82 Jahren.

## Auszeichnungen
- 1965 Vaterländischer Verdienstorden in Bronze, 1979 in Silber und 1980 in Gold
- 1985 Ehrenspange zum Vaterländischen Verdienstorden in Gold